# 聖安東尼奧杜陶阿
聖安東尼奧杜陶阿（葡萄牙語：Santo Antônio do Tauá），是巴西的城鎮，位於該國北部，由帕拉州負責管轄，始建於1961年12月29日，面積7537.63平方公里，海拔高度17米，2010年人口26,673，人口密度每平方公里49.61人。